# Planalto (memórias)
Planalto é o terceiro volume de memórias do poeta, ensaísta, crítico literário, teatrólogo, jurista, sociólogo, pensador político, professor, orador, parlamentar, diplomata e escritor brasileiro Afonso Arinos de Melo Franco. Foi publicado em 1968 pela Editora José Olympio e reeditado em 2018 em edição da Editora Topbooks reunindo os cinco livros de memórias do autor. Nele "se concentrou a essência da ação breve, mas inovadora e tempestuosa, de Arinos na área da política externa, à frente do Itamarati e da Delegação na ONU". Com este terceiro volume, que se intitula apropriadamente Planalto, o memorialista atinge por igual o ponto culminante, até agora, de uma grande vida pública e de uma grande carreira literária, entrelaçadas e inseparáveis uma da outra".
O filho de Afonso Arinos revela que foi ele quem sugeriu o título Planalto, já que, "após a escalada no Rio da sua ascensão política, como deputado e senador, ele chegara, com a mudança da capital, ao patamar de ministro de Estado no Planalto Central de Brasília. Revela também que “Afonso Arinos, com o novo livro, buscava influir, não apenas na orientação da política externa, mas sobre a forma do regime. Dizia-me, a 31 de janeiro, que ‘o sistema parlamentarista [...] ganha adeptos nos meios inclusive militares. Será possível? Só o futuro o dirá. Seria um grande coroamento para minha vida.’”
Começou a ser escrito no Natal de 1965, sete meses após a conclusão de A Escalada, e foi concluído em 25 de fevereiro de 1968. À semelhança dos volumes anteriores, mescla observações sobre a atualidade que está vivendo com reminiscências, em ordem cronológica, do passado, neste caso sua carreira política desde que assumiu, em julho de 1962, o cargo de ministro do Exterior no governo Jânio Quadros até sua despedida do Senado e da vida política em fevereiro de 1967. No avião ao deixar Brasília, "olhei pela última vez as luzes coloridas de Brasília, ilha de fogo num mar de treva. [...] Para trás as luzes, adiante a sombra [...]"

## Tópicos do livro
O livro começa com uma reflexão sobre o envelhecimento, tendo o autor completado 60 anos um mês antes. Se por um lado o declínio físico será seu "companheiro de viagem pelo resto do caminho", por outro lado "a nossa sensibilidade, emoção e inteligência resistem mais ao desgaste da vida que o invólucro físico". Daí o "contraste entre o vigor físico, que se afasta, e a força da razão e do sentimento, que se aprimoram.
As reminiscências começam com o "convite do presidente Quadros para que eu viesse a ocupar o Itamaraty", onde tomou posse em 31 de janeiro de 1961, convencido de que "tanto a política externa quanto a interna devem ter mais em vista os interesses do povo e não, tomada em si mesma, a força ou a glória do Estado."  Lá inaugura uma "política externa independente" que refletisse os interesses e necessidades do país, em vez de atrelá-la à política externa norte-americana. Ou seja, o “Brasil só pode colaborar com os Estados Unidos na luta anticomunista defendendo-se a si mesmo, e não ao Vietnã ou Cuba contra o comunismo. E defender-se não é mandar soldados para fora. É conservá-los aqui dentro, apoiando os esforços pelo desenvolvimento nacional e deles participando.”
Em anotação de 9 de abril, em Honolulu, observa: “Neste quadro tropical, tão semelhante ao nosso – coqueiros, flores, colinas suaves, mar azul – sinto no coração o nosso atraso, a nossa pobreza, diante do esplendor insuperável desta civilização material. Também na Austrália, oito dias depois, tem a mesma sensação: “A Austrália tem, como nós, climas tropicais e temperados, extensões colossais de terra desaproveitada, mas, nas zonas desenvolvidas e civilizadas, o equilíbrio social existe. O que não existe é a tremenda desigualdade brasileira, que me enche de apreensão, piedade e revolta.”
Logo no início de sua gestão teve de enfrentar a crise do sequestro do navio português Santa Maria por um grupo de exilados políticos antisalazaristas. As relações brasileiro-cubanas foram o problema político mais sério que enfrentou no Ministério das Relações Exteriores. Suas gestões para evitar que Cuba se tornasse uma ditadura comunista e rompesse com o sistema interamericano não surtiram êxito, ante a fracassada Invasão da Baía dos Porcos. Neste contexto, a condecoração pelo presidente do líder guerrilheiro Che Guevara gerou grande polêmica. O autor explica que tal condecoração se deveu ao fato de Che ter concordado em entregar ao governo cubano uma carta do governo brasileiro que, a pedido do Vaticano, solicitava que se cessassem as perseguições religiosas na ilha.
Em 6 de junho de 1967, um dia após a eclosão da Guerra dos Seis Dias, aconselhou: “O Brasil deve preservar cuidadosamente o convívio de árabes e judeus que existe entre nós.”
O envio de uma missão especial para promover o intercâmbio econômico com as repúblicas socialistas do Leste Europeu gerou uma grande reação e polêmica, já que naquela época a Guerra Fria encontrava-se em ebulição.
Em 20 de novembro de 1967 o autor registra a morte, no dia anterior, do escritor Guimarães Rosa, quatro dias após se empossar na Academia Brasileira de Letras.
Na entrada de 15 de dezembro, o autor analisa o perfil do governo do outsider (intruso) Jânio Quadros: “O presidente devia o êxito de sua carreira política à sua juventude e formação inortodoxa. Sem tradições políticas familiares, sem organização estadual nem partidária em que se enquadrasse, sem apego forte a qualquer profissão ou atividade intelectual, obedecendo somente a um irresistível apego pela ação política, Jânio Quadros não alimentava compromissos com os hábitos e interesses estabelecidos [...].” Segundo o autor, a missão de João Goulart à China comunista, em julho de 1961, “revela traços curiosos do presidente e do seu vice".
Com a renúncia inesperada de Jânio Quadros em 25 de agosto de 1961, Afonso Arinos pediu sua exoneração do Ministério das Relações Exteriores e reassumiu sua cadeira no Senado. A República enfrentou nova crise, já que os ministros militares vetaram a posse do vice-presidente João Goulart, considerado radical. Até que ocorreu a Afonso Arinos: “Não vejo solução a não ser com o regime parlamentar.” No passado havia sido um presidencialista convicto, mas agora mudara de ideia. Aliás outros também tiveram a mesma ideia. Nelson Carneiro e Afonso Arinos foram incumbidos de redigir o anteprojeto da emenda constitucional que implantaria o parlamentarismo.
Sob o novo governo, Afonso Arinos foi convidado para chefiar a representação brasileira nas Nações Unidas, participando da XVI Assembleia Geral e lidando com questões espinhosas como o desarmamento e descolonização. Em 1962, chefiou a delegação brasileira na Conferência do Desarmamento em Genebra, que girou em torno da suspensão dos ensaios nucleares e o tratado geral de desarmamento. Em meados de 1962 foi inesperadamente convidado para voltar a presidir o Ministério do Exterior.
Na anotação de 3 de fevereiro de 1968, o autor aborda as tentativas do establishment político de solapar o recém-instaurado sistema parlamentarista, que acabaram bem-sucedidas: “o governo de gabinete [parlamentarista] fracassou, naquele momento, por causa dos óbices deliberadamente criados à sua aplicação por aqueles mesmos que tinham o dever moral de aplicá-lo.” “Eu poderia ter trabalhado com eficiência na consolidação do parlamentarismo se ocupasse a pasta da Justiça em vez do Itamaraty. Mas o ministro da Justiça era o intransigente presidencialista João Mangabeira.
Em 14 de setembro de 1963, ante a perspectiva de derrota do parlamentarismo no plebiscito, demitiu-se do Itamaraty e voltou ao Senado. “O resultado da consulta foi esmagadoramente favorável à volta do presidencialismo [...] Mas em breve o presidencialismo restaurado condenar-se-ia a si próprio, levando o país à revolução [golpe militar]”.
Tendo reassumido sua cadeira no Senado, aceitou o convite para chefiar a delegação brasileira na XVII Assembleia Geral da ONU. Nessa época também chefiou a delegação governamental brasileira ao Concílio Vaticano II. 
Enquanto “o sistema presidencial, com todos os poderes restabelecidos nas mãos inábeis e inseguras de João Goulart, marchava para o desastre”, Afonso Arinos reduzia sua atividade parlamentar, devido ao isolamento político em que se encontrava. “Não podia apoiar a ação demagógica e insensata do governo, mas não podia me filiar, tampouco, à linha reacionária e antidemocrática da oposição representada pelo lacerdismo, o militarismo ditatorial, os latifundiários, a Igreja conservadora, a imprensa ligada ao poder econômico e as correntes direitistas do Congresso”. “Entre o radicalismo demagógico e o radicalismo reacionário, procurei traçar uma linha de moderação e de progresso.”
“Arrastado mais pelos acontecimentos do que pela vontade”, iria se envolver na “revolução que se aproximava” (ou seja, o golpe militar). “Nas primeiras horas da revolução vitoriosa”, preparou um “projeto de resolução do Congresso pelo qual este concederia plenos poderes ao comando revolucionário”, de modo que o Congresso não perdesse o protagonismo sob o novo regime, mas o projeto foi rejeitado. Teve de enfrentar uma tentativa malograda de cassarem seu mandato de senador. Redigiu um estudo, enviado ao presidente Castelo Branco, intitulado “Sugestões para a reforma política e os meios de obtê-la”, num “esforço, final e desesperado, de convencimento para que se voltasse ao regime parlamentar.”
Com a decretação do Ato Institucional no 2 de 27 de outubro de 1965, concedendo poderes ditatoriais ao governo militar, Afonso Arinos proferiu um dos “mais violentos discursos por mim pronunciados no Senado”, criticando a marcha dos acontecimentos.
O governo militar acabou concluindo que não dava mais para “fingir” que a Constituição de 1946 continuava em vigor, de modo que criou uma comissão para preparar o anteprojeto de uma Constituição nova, segundo o autor “o pior projeto de toda a história constitucional brasileira”. Daniel Krieger solicitou a Afonso Arinos que lesse o anteprojeto e desse sugestões antes que tramitasse no Congresso. Este fez uma série de discursos no Senado criticando o projeto, “como despedida do meu mandato parlamentar”. “Minha atuação parlamentar cobriu toda a vida da Constituição de 1946. Foram vinte anos de luta para quase nada, para voltarmos, em piores condições, ao simulacro de democracia.” Mas “terminei minha passagem pelo Congresso tal como a iniciei: lutando.”  Com a repercussão desses discursos, recebeu a incumbência de redigir o capítulo dos direitos e garantias individuais da Constituição nova, “a trincheira que ainda defende as liberdades do povo diante do poder”.
No seu último discurso do Senado, tentou mais uma vez, sem êxito, emplacar o sistema parlamentarista.

## Recepção da obra
Na página 2 do Suplemento Dominical do Jornal do Comércio de 13 de abril de 1969, o ensaísta e cronista Luiz Delgado escreveu uma resenha do livro intitulada “O livro de um humanista” que começa com este parágrafo:

Com o “Planalto”, terceiro volume de suas memórias pessoais, o sr. Afonso Arinos de Melo Franco não apenas completa mas, na verdade, coroa uma obra de excelente e raro mérito em nossas letras. Mesmo porque é uma obra desenvolvida com igual superioridade como em dois planos – um, de testemunho social e político, e o outro, de íntima reflexão. Parecem falar alternadamente, de página em página, ora o parlamentar e diplomata, ora o poeta. E no modo de encarar e sentir ambos esses universos, reflete-se um tipo de formação espiritual que terá ocorrido em certa geração brasileira e que se vai fazendo raro, quando não inviável.

## Passagens notáveis
Sobre o aniquilamento final do ser humano Afonso Arinos escreveu, em 17 de maio de 1966, esta reflexão:

Eu sempre pensava no fato de as árvores, organismos elementares, gozarem do privilégio do rejuvenescimento anual, enquanto que nós marchamos, sem retornos temporários, para o aniquilamento. Mas, de repente, ao ver a comerciária e o estudante enlaçados [durante um passeio em Paris], percebi que o renascimento humano está na sucessão das gerações.
Nós somos como as folhas, que vão amarelando e caindo, enquanto novas folhas surgem, na renovação incessante do amor. Feita esta descoberta consoladora, eu, folha humana amarelada, em caminho de se desprender do tronco da vida, sorri sem inveja para a primavera parisiense.
Sobre o combate ao comunismo:

A defesa de um país contra o comunismo em favor da democracia, não se faz, a meu ver, através de esquemas arbitrários ou policiais. Ela se faz através do revigoramento da democracia no seu conteúdo humano, quero dizer, social, quero dizer, a eliminação da miséria, quero dizer, a eliminação da injustiça, quero dizer, a eliminação das desigualdades intoleráveis, quero dizer, as possibilidades de dignidade para todos os homens que habitam um determinado território nacional.
Sobre as leituras filosóficas e religiosas:

As leituras filosóficas e religiosas podem parecer supérfluas aos espíritos desavisados pela sua abstração e generalidade. Talvez supérfluas não seja bem o termo; os espíritos presos ao contingente desdenham as consideradas inatuais. Mas acontece que a atualidade é, por sua natureza, fugaz, e os assuntos a ela conexos ligam-se aos problemas imediatos do homem. Toda a parte essencial do ser humano parece depender mais das razões da vida, campo da filosofia, e das consequências da morte, campo da religião. Pelo menos a preocupação com estes assuntos aparece sempre que se atenua a escravidão do cotidiano.